# Upston Edwards
Upston Junior Edwards (sinh ngày 12 tháng 10 năm 1989) là một cầu thủ bóng đá người Jamaica thi đấu cho Central F.C., ở vị trí hậu vệ.

## Sự nghiệp

### Câu lạc bộ
Edwards từng thi đấu bóng đá cho Portmore United. Edwards thi đấu cho Waterhouse while on loan năm 2014. Năm 2015, he được cho mượn đến Central F.C. in Trinidad.

### Quốc tế
Anh ra mắt quốc tế cho Jamaica năm 2013.